# 5135 Nibutani
5135 Nibutani è un asteroide della fascia principale. Scoperto nel 1990, presenta un'orbita caratterizzata da un semiasse maggiore pari a 2,2389768 UA e da un'eccentricità di 0,1276974, inclinata di 3,30631° rispetto all'eclittica.